# John Andretti
John Andretti (Bethlehem, 12 marzo 1963 – Mooresville, 30 gennaio 2020) è stato un pilota automobilistico statunitense.

## Biografia
Membro di una grande famiglia di piloti statunitensi di origini italiane, John partecipò principalmente al campionato della Nextel Cup dove esordì nel 1994. In questa serie di competizioni, fino alla fine del 2007, aveva ottenuto due vittorie in singole competizioni, di cui la prima sul Daytona International Speedway nel 1997.
La sua carriera nelle competizioni era però cominciata nel 1983 nelle formule addestrative per passare, nel 1987, alle competizioni con le monoposto della CART e della IRL, tra cui la 500 Miglia di Indianapolis a cui avrebbe partecipato sino al 1994 ritornandoci quindi nuovamente nel 2007 e nel 2008. Nelle sue partecipazioni a questo tipo di competizioni raccolse un solo successo parziale.
Nel 1989 vinse la 24 Ore di Daytona al volante della Porsche 962.

### Morte
Andretti è morto il 30 gennaio 2020 a 56 anni, a causa di un cancro al colon.